# Jean de Brogny
Jean Fraczon de Brogny (ur. 1342 w Petit-Brogny – zm. 16 lutego 1426 w Rzymie) – francuski duchowny, kardynał okresu wielkiej schizmy zachodniej.

## Życiorys
Pochodził z ubogiej rodziny. Studiował w Annecy, Genewie i Awinionie. W początkowym okresie schizmy popierał obediencję awiniońską. W 1382 został wybrany biskupem Viviers. W 1385 antypapież Klemens VII mianował go kardynałem prezbiterem S. Anastasia, a w 1391 wicekanclerzem  Kościoła Rzymskiego. Uczestniczył w konklawe 1394, które wybrało antypapieża Benedykta XIII. W 1398 na krótko opuścił jego obediencję. Archiprezbiter św. Kolegium („awiniońskiego”) w maju 1404, rok później Benedykt XIII mianował go kardynałem biskupem suburbikarnej diecezji Ostia e Velletri. Działał na rzecz zakończenia schizmy. W 1408 ponownie porzucił obediencję awiniońską i wziął udział w Soborze w Pizie, za co został ekskomunikowany przez Benedykta XIII w październiku 1408. Brał udział w soborowym konklawe 1409. Wybrany wówczas Aleksander V potwierdził go na wszystkich zajmowanych stanowiskach. Przewodniczył konklawe 1410 i udzielił sakry biskupiej antypapieżowi Janowi XXIII. Został mianowany przez niego wicekamerlingiem oraz wieczystym administratorem archidiecezji Arles (1410-23). Dziekan Kolegium Kardynalskiego od 1412 (z przerwą 1415-17 i między czerwcem a grudniem 1419) Uczestniczył w Soborze w Konstancji, z racji wieku i zajmowanych funkcji przewodniczył jego obradom w początkowej fazie. Przewodniczył także konklawe 1417 (na którym był kandydatem do tiary) i konsekrował na biskupa papieża Marcina V. Pod koniec życia poprosił Marcina V o zgodę na rezygnację z purpury kardynalskiej i wycofanie się do diecezji Genewa. Papież nie wyraził na to zgody, jednak w grudniu 1423 mianował go administratorem diecezji genewskiej. Zmarł w Rzymie, jego szczątki w 1428 przeniesiono do katedry genewskiej.